# Oceanapia dura
Oceanapia dura är en svampdjursart som först beskrevs av Jean Vacelet och Vasseur 1971.  Oceanapia dura ingår i släktet Oceanapia och familjen Phloeodictyidae.
Artens utbredningsområde är Madagaskar. Inga underarter finns listade i Catalogue of Life.